# Ивангородский проспект
Ивангоро́дский проспект — улица в Красносельском районе Санкт-Петербурга в городе Красное Село. Проходит от Проспекта Ленина до Кингисеппского шоссе. Проспект был построен по западной границе города с целью отвода транзитного транспорта из Красного Села.

## История
О необходимости строительства транспортного обхода вокруг Красного Села начали говорить после Великой Отечественной Войны, еще в конце 1940-х гг. были составлены первые проекты, по которым при строительстве дороги предполагалось переселить часть жителей. Но время шло, в начале 1980-х гг. появился еще один проект застройки города, с транспортной развязкой и дорогой в обход Красного Села, наступившая Перестройка и последовавший за ней крах плановой системы надолго отложили эти планы. В конце 2000-х годов тема строительства обхода города вновь стала подниматься, но в бюджете постоянно не находилось средств для начала строительства.
Строительство проспекта началось в конце 2015 года, однако с финансированием постоянно возникали проблемы. В результате стройка превратилась в долгострой.
5 июля 2017 года будущей магистрали было присвоено название Ивангородский проспект.
Движение по Ивангородскому проспекту было открыто 10 сентября 2021 года.

## Пересечения
- Проспект Ленина
- Стрельнинское шоссе
- Геологическая улица
- улица Освобождения
- Опольский переулок
- безымянный проезд
- 1-я линия
- безымянный проезд
- улица Свободы (развязка)
- Кингисеппское шоссе

## Транспорт
Ближайшие железнодорожные станции — Скачки (700 м) и Красное Село (2,3 км).
Ближайшая станция метро — «Проспект Ветеранов», находится на расстоянии около 12 км по прямой.
Автобусы: 144, 149, 487, 833А.